# Kolina
Kolina je rijeka u BiH.
Kolina nastaje spajanjem potoka Korijen i Mazlinske rijeke. Lijeva je pritoka Drine
 u koju se ulijeva kod Foča-Ustikoline. Duga je oko 24,8 kilometara. U planu je izgradnja pet mini hidroelektrana (MHE). Rijeka je bogata potočnom pastvom i lipljenom.